# Kelly Groucutt
Kelly Groucutt, nato Michael William Groucutt (Coseley, 8 settembre 1945 – Worcester, 19 febbraio 2009), è stato un bassista britannico.

## Biografia
È noto in modo particolare come bassista della band rock Electric Light Orchestra, che ebbe molto successo negli anni '70. Militò nel complesso guidato da Jeff Lynne dal 1974 al 1983.